# Hermann Sielcken
Hermann Sielcken (* 14. August 1850 in Hamburg; † 8. Oktober 1917 in Baden-Baden) war ein deutsch-amerikanischer Kaufmann und Unternehmer, der als Kaffeeimporteur ein Vermögen machte und als „Kaffeekönig“ berühmt wurde.

## Leben
Sielcken war der Sohn eines Hamburger Bäckermeisters und ging im Alter von 18 Jahren als Angestellter eines Hamburger Ex- und Importhauses nach Brasilien, arbeitete dort und in Costa Rica als Kaffee-Einkäufer und zog schließlich als Wolleinkäufer nach San Francisco weiter, wo er US-amerikanischer Staatsbürger wurde. In New York trat er in das Unternehmen von Isidore Strauss ein, dem später das bekannte Warenhaus Macy’s gehörte, und kehrte mit seinem Eintritt in das Unternehmen William H. Crossman & Brother zum Kaffeegeschäft zurück. Inzwischen selbständig, machte er ein Vermögen mit dem Kaffeegroßhandel.
Er ließ sich zu Beginn des 20. Jahrhunderts in Baden-Baden auf dem Hofgut Mariahalden auf dem Sauersberg nieder, das später von Max Grundig erworben wurde und heute der Max-Grundig-Stiftung gehört. Sielcken war ein großer Förderer der Stadt Baden-Baden, er stiftete nicht nur die Gönneranlage und das Josephinenheim, das erste moderne Entbindungs- und Wöchnerinnenheim, sondern garantierte in den Jahren des Ersten Weltkriegs der Stadtverwaltung eine monatliche Spende in Höhe von 10.000 Mark für die Versorgung der Soldatenfamilien. Hermann Sielcken starb am 8. Oktober 1917 in Baden-Baden und wurde im Familiengrab in Bremen beerdigt.
Hermann Sielcken war zweimal verheiratet. Nach dem Tod seiner ersten Ehefrau Josephine 1907 heiratete Hermann Sielcken am 29. September 1913 die in Braunschweig geborene Clara Isenberg, Tochter des in Hawaii reich gewordenen Bremer Kaufmanns Paul Isenberg.
Nach dem Tod von Hermann Sielcken 1917 heiratete Clara Sielcken geb. Isenberg 1922 den an der Chicagoer Oper engagierten Bariton Joseph Schwarz, der jedoch 1926 verstarb. Clara Sielcken-Schwarz, wie sie sich dann nannte, war wegen ihres enormen Reichtums und ihres mondänen Lebensstils eine „Gesellschaftsgröße“. Am 13. Oktober 1928 meldete die Berliner Zeitung Tempo ihre angebliche Verlobung mit Prinz Eitel Friedrich von Preußen, dem Sohn des letzten deutschen Kaisers.
Das vielfältige soziale Engagement Hermann Sielckens ehrte die Stadt Baden-Baden durch die Verleihung der Ehrenbürgerwürde und die Benennung einer Straße.